# 日本の漫画作品一覧 (読切)
あ行 |
か行 |
さ行 |
た行 |
な行 |
は行 |
ま行 |
や行 |
ら行 |
わ行 |
読切 |
日本の漫画作品一覧 (読切)（にほんのまんがさくひんいちらん）は、日本の漫画作品のうち、読切として分類される作品の一覧である。ここではウィキペディア日本語版に記事の存在する作品に限定する。

## あ
- 紅い花（つげ義春、ガロ）
- 青い季節（もりたじゅん、りぼん）
- 赤すいか黄すいか（大島弓子、月刊セブンティーン）
- 明日は日曜日そしてまた明後日も……（藤子不二雄Ⓐ、COM）
- 安達が原（手塚治虫、週刊少年ジャンプ）
- アトムの最後（手塚治虫、月刊少年マガジン）
- 雨降り小僧（手塚治虫、月刊少年マガジン）
- イグアナの娘（萩尾望都、プチフラワー）
- 池袋百点会（つげ義春、COMICばく）
- 一番病（水木しげる、ビッグコミック）
- 芋けんぴは恋を呼ぶ（杉しっぽ、Sho-Comi）
- ウェディングドレスはママの香り（鈴賀レニ、別冊なかよし）
- 海へ（つげ義春、COMICばく）
- 海ヘト続ク地図ニ無イ道（赤石路代、flowers）
- 海辺の叙景（つげ義春、ガロ）
- 熟れた星（手塚治虫、S-Fマガジン）
- エト（うすた京介、週刊少年ジャンプ）
- 黄金都市（手塚治虫、冒険紙芝居）
- 大江戸花魁黄表紙 あらん（桜野みねね、ヤングチャンピオン烈）
- 大場電気鍍金工業所（つげ義春、別冊漫画ストーリー）
- おけさのひょう六（手塚治虫、週刊少年マガジン）
- おばけ煙突（つげ義春、迷路）
- おれは女だ三志郎（鈴賀レニ、増刊なかよし）

## か
- 勝手なやつら（高橋留美子、週刊少年サンデー）
- カノン（手塚治虫、漫画アクション）
- からくりの君（藤田和日郎、週刊少年サンデー）
- ガラスの脳（手塚治虫、週刊少年サンデー）
- 枯野の宿（つげ義春、漫画ストーリー）
- KISSして・超能力少女（八神千歳、ちゃお）
- きゃべつちょうちょ（大島弓子、別冊少女コミック）
- キララ星人応答せよ（大島弓子、週刊マーガレット）
- 金色の星（岸裕子、別冊少女コミック）
- くそみそテクニック（山川純一、薔薇族増刊バラコミ）
- くだんのはは
- グリーン・フーズ（山岸凉子、ASUKA）
- グロテスクへの招待（手塚治虫、月刊少年ジャンプ）
- 鶏頭樹（須藤真澄、COMIC BOX）
- ゲンセンカン主人（つげ義春、ガロ）
- 剣之介さま（鳥山明、週刊少年ジャンプ）
- ゴッドファーザーの息子（手塚治虫、別冊少年ジャンプ）
- 5人の軍隊（秋本治、週刊少年ジャンプ増刊）
- コマツ岬の生活（つげ義春、夜行あいうえお）

## さ
- 最後の休日（赤塚不二夫、週刊少年サンデー）
- ザ・超女（高橋留美子、週刊少年サンデー増刊号）
- しあわせの予感（星川とみ、なかよし）
- シェー教の崩壊（赤塚不二夫、ビッグゴールド）
- 7月の魔法使い（田中メカ、LaLaスペシャル）
- 灼熱の太陽の下に（つげ義春、Meiro別冊）
- 10月はふたつある（大島弓子、JOTOMO）
- 15歳のエチュード（八木ちあき、なかよし）
- 庶民御宿（つげ義春、漫画サンデー）
- 徐倫、GUCCIで飛ぶ（荒木飛呂彦、SPUR）
- シンジラレネーション（大島弓子、mimi）
- スカルマン（石森章太郎）
- すきなのかしら（富沢珠緒、なかよし）
- 積極 -愛のうた-（谷川史子、コーラス）
- セックスのあと男の子の汗はハチミツのにおいがする（おかざき真里、Zipper comic）
- 絶対安全剃刀（高野文子、JUNE）
- 絶滅の島（藤子・F・不二雄、スターログ）
- 外のふくらみ（つげ義春、夜行）

## た
- 卓球少女（篠塚ひろむ、ちゃおデラックス）
- チーコ（つげ義春、ガロ）
- ちょっとまってて（青山剛昌、週刊少年サンデー）
- 月の絹（山岸凉子、ASUKA）
- 低俗天使（手塚治虫、週刊少年ジャンプ）
- 出ていけッ!（手塚治虫、プレイコミック）
- テレビくん（水木しげる、別冊少年マガジン）
- 天使の贈りもの (漫画)（北条司、週刊少年ジャンプ他）
- トライアングル・プレイス（わかつきめぐみ、LaLa）
- どろだらけの行進（手塚治虫、週刊少年ジャンプ）

## な
- 夏の思いで（つげ義春、夜行）
- なのはな（萩尾望都、月刊フラワーズ）
- 西部田村事件（つげ義春、ガロ）
- 沼（つげ義春、ガロ）
- ねがい（楳図かずお、週刊少年サンデー）
- ねじ式（つげ義春、ガロ）
- 野イバラ荘園（大島弓子、月刊ファニー）

## は
- パエトーン（山岸凉子、ASUKA）
- 方舟（岸大武郎、少年ジャンプSpring Special）
- 初茸がり（つげ義春、ガロ）
- ババアゾーン（漫☆画太郎、週刊少年ジャンプ）
- 半神（萩尾望都、プチフラワー）
- 左手（CLAMP、サウス）
- PINK（鳥山明、フレッシュジャンプ）
- 風雲もーれつ城（赤塚不二夫、週刊少年サンデー）
- 炎トリッパー（高橋留美子、週刊少年サンデー増刊号）
- FAIRY TALE（真島ヒロ、週刊少年マガジン増刊 後の同名連載作品とは別）
- 嚢（手塚治虫、漫画サンデー）
- 不思議な手紙（つげ義春、迷路）
- 不思議な手帖（水木しげる、コミックミステリー）
- 腐女子除霊師オサム（ゲタバ子、少年ジャンプ+）
- プルルンコーヒーゼリー（高橋千鶴、なかよし）
- 平和への弾痕（秋本治、週刊少年ジャンプ増刊）
- 星にいく汽車（大島弓子、週刊マーガレット）
- ほんやら洞のべんさん（つげ義春）

## ま
- 窓の手（つげ義春、カスタムコミック）
- 摩耶の葬列（一条ゆかり、りぼん）
- ミスナルシスは花柄もよう（鈴賀レニ、なかよし）
- 水のソルティレージュ（わかつきめぐみ、LaLa WINTER CLUB）
- 水枕羽枕（大島弓子、プチフラワー）
- 緑の果て（手塚治虫、ファニー）
- 未来は僕等の手の中（原明日美、なかよし）
- 無能の人（つげ義春、COMICばく）
- メガバカ（豪村中、週刊少年マガジン増刊マガジンドラゴン）
- もっきり屋の少女（つげ義春、ガロ）

## や
- 夜叉（庄司陽子、BE・LOVEミステリー）
- やなぎ屋主人（つげ義春、ガロ）
- 山棟蛇（手塚治虫、漫画サンデー）
- ゆくところ（ひぐちアサ、月刊アフタヌーン）
- 夢の散歩（つげ義春、夜行）
- ヨシボーの犯罪（つげ義春、カスタムコミック）

## ら
- リアリズムの宿（つげ義春、漫画ストーリー）
- 李さん一家（つげ義春、ガロ）
- ルックバック（藤本タツキ、少年ジャンプ+）
- るんは風の中（手塚治虫、月刊少年ジャンプ）
- LEGEND TOWER（麻生周一、週刊少年ジャンプ）

## わ
- わが名は百科（手塚治虫、漫画讀本）
- わが分裂の花咲ける時（藤子不二雄Ⓐ、COM）
- 笑う標的（高橋留美子、週刊少年サンデー増刊号）